# 圣雅姆 (大西洋比利牛斯省)
圣雅姆（法語：Saint-Jammes，法語發音：[sɛ̃ ʒam]）是法国大西洋比利牛斯省的一个市镇，位于该省东部偏北，属于波城区。

## 地理
圣雅姆（43°21'33"N, 0°14'37"W）面积4.05 平方千米，位于法国新阿基坦大区大西洋比利牛斯省，该省份为法国东南部省份，涵盖了贝阿恩与北巴斯克，西临大西洋比斯開灣，北至朗德省，东北接热尔省，东临上比利牛斯省，南与西班牙接壤。
与圣雅姆接壤的市镇（或旧市镇、城区）包括：贝尔纳代茨、加巴斯通、伊盖尔-苏伊、莫科尔、莫尔拉斯。

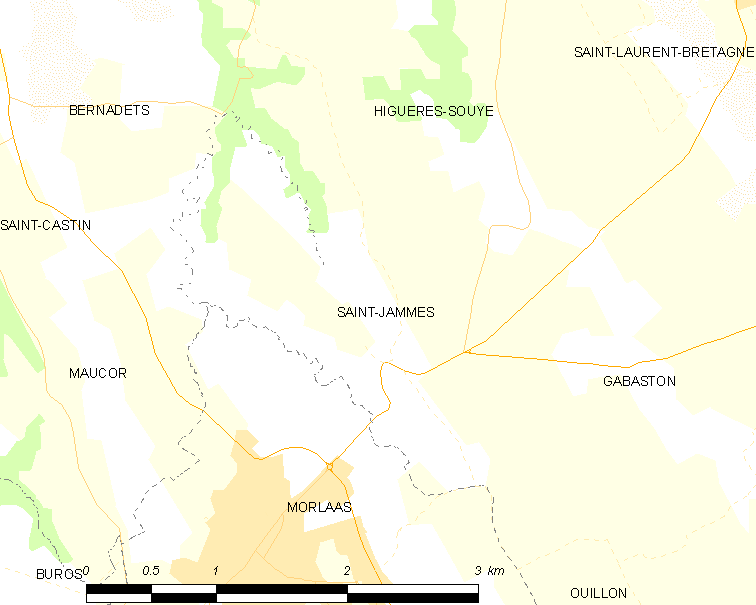
的OSM定位图

圣雅姆的时区为UTC+01:00、UTC+02:00（夏令时）。

## 行政
圣雅姆的邮政编码为64160，INSEE市镇编码为64482。

## 政治
圣雅姆所属的省级选区为莫尔拉斯与蒙塔内雷斯地区县。

## 人口

1962-2008年间人口变化图示

圣雅姆于2022年1月1日时的人口数量为634人。